# Лабдак
Лабдак (грч. Λάβδακος) је у грчкој митологији био тебански краљ.

## Митологија
Био је Полидоров и Никтеидин син. Наследио је престо још као дечак, јер му је отац умро, али је уместо њега владао Никтеј, отац његове мајке. Међутим, и после Никтејеве смрти, престо је заузео Лик, па је Лабдак завладао тек након њега. Владао је кратко и умро је када је његов син Лај имао тек годину дана, тако да је престо опет припао Лику. Према неким исказима, њега су растргле баханаткиње јер се успротивио увођењу Дионисовог култа. За живота је ратовао против атинског краља Пандиона у савезу са трачанским краљем Терејем. Лабдака су помињали Аполодор, Еурипид, Херодот и Паусанија.

## Друге личности
Према Статију, Лабдак је био и тебански генерал у току владавине Етеокла, Едиповог сина.